# El Carpio de Tajo
Pour les articles homonymes, voir Carpio.
El Carpio de Tajo est une commune d'Espagne de la province de Tolède dans la communauté autonome de Castille-La Manche.

## Histoire

### Ronda
Ronda était une forteresse située au sud de la commune d'El Carpio de Tajo aujourd'hui disparue. Elle se situait près de l'ermitage du même nom et a fait partie des nombreuses forteresses de l'ordre du Temple dans la péninsule ibérique.
Le château de Ronda a appartenu aux Templiers depuis 1207 ou 1221 selon les sources et fut l'objet d'un litige avec l'ordre d'Alcántara conduisant à l'excommunication par Innocent IV de plusieurs templiers en 1243.

## Administration
| Période                                  | Période | Identité | Étiquette | Qualité |
| ---------------------------------------- | ------- | -------- | --------- | ------- |
|                                          |         |          |           |         |
| Les données manquantes sont à compléter. |         |          |           |         |